# Kiesgruben von Incheville und Bouvaincourt
Die Kiesgruben von Incheville und Bouvaincourt (französisch Les Ballastières de Incheville et Bouvaincourt) sind heute mehrere Seen im Tal der Bresle in Frankreich, die als Freizeit- oder Angelgewässer genutzt werden, aber seit 2015 auch Teil des Natura 2000-Gebiets Vallée de la Bresle sind.

## Lage
Die schon während des Kiestagebaus mit Grundwasser vollgelaufenen Stillgewässer liegen zwischen Incheville im Département Seine-Maritime in der Region Normandie sowie Bouvaincourt-sur-Bresle und Beauchamps im Département Somme in der Region Hauts-de-France. Die Teiche und Seen tragen folgende Namen:
- Étang d’Incheville, 35 ha (Lage)[7][8]

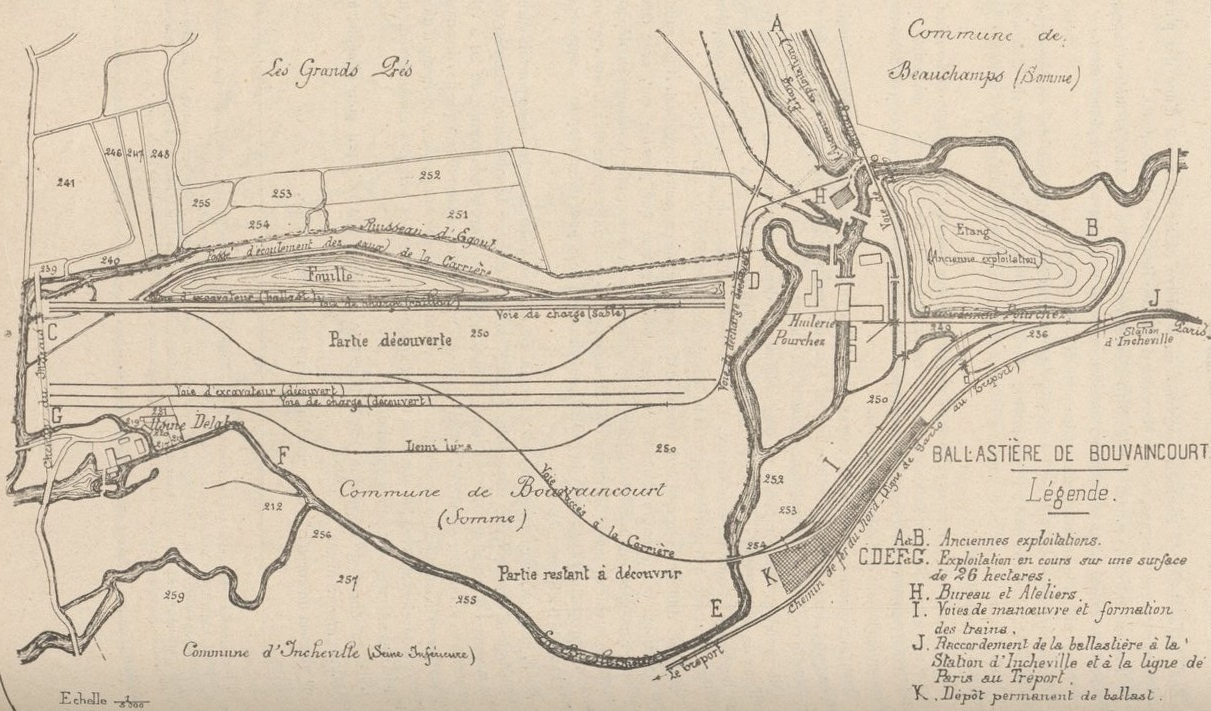
Die Kiesgrube von Bouvaincourt, 1910

- Kommunale Teiche (étangs communaux; in der Gemarkung Bouvaincourt):[9][10]
  - Étang de Saint Sauveur, 21 ha (Lage)
  - Étang de Cantepie, 16 ha (Lage)
  - Étang du Ski Nautique (Wasserski-Teich), 13 ha (Lage)
  - La Ballastière, 11 ha (Lage)
  - Petit Étang, 4 ha (Lage)

## Geologie

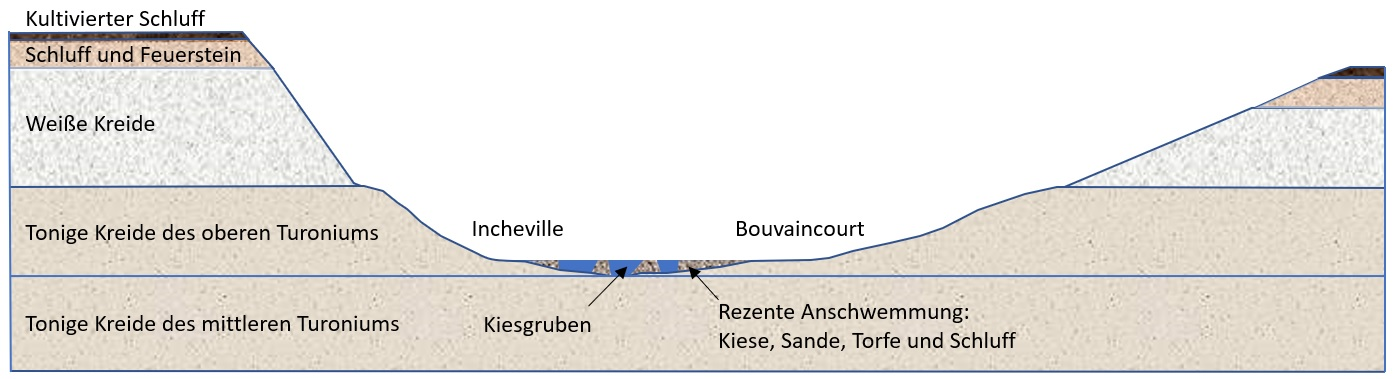
Geologischer Querschnitt durch die Kiesgruben von Incheville und Bouvaincourt

Die Gemeinden Incheville und Bouvaincourt-sur-Bresle liegen in der kalkhaltigen Picardie. Es gibt dort, von unten nach oben, folgende geologische Schichten:

### Tonige Kreide des mittleren Turoniums
Diese 40 m mächtige Schicht besteht aus tonhaltiger Kreide des mittleren Turoniums (C3b), die relativ reich an Mikrofossilien ist und wenig Feuerstein enthält.

### Rezente Anschwemmung: Kiese, Sande, Torfe und Schluff
Diese Formation (Fz) mit einer Mächtigkeit von 4–7 m befindet sich im Wesentlichen am Grund von feuchten Tälern, dort wo heute die Kiesgruben sind. Sie besteht hauptsächlich aus Kiesen. Letztere sind im Wesentlichen aus Feuerstein zusammengesetzt. In Bouvaincourt betrug der Anteil des Feuersteins 80 %, der zum Teil zerkleinert werden musste. Im Bereich der Kiesgrube von Bouvaincourt war diese Anschwemmung wie folgt zusammengesetzt:
- 30 % großer Feuerstein, der nicht durch einen Ring mit 7 cm Durchmesser passte und zerkleinert werden musste
- 50 % kleiner Feuerstein, der durch einen Ring mit 7 cm Durchmesser passte
- 20 % Sand

Feine, sandige, linsenförmige Einlagerungen können beobachtet werden und kalkhaltige Aggregate sind zu finden. In diesen alluvialen Formationen können schluffige Zonen vorhanden sein, in denen unter anderem auch Schalen von Süßwassermuscheln und Gehäuse von Landschnecken gefunden wurden. Eine 25–50 cm dicke Torfschicht musste abgetragen werden, um den darunter liegenden Kies zu erreichen. Sie bestand aus kompaktem schwarzen Torf, der sich in Trögen gebildet hatte, die man beim Kiesabbau gut sehen konnte, da sie oberhalb des Wasserspiegels lagen.

### Tonige Kreide des oberen Turoniums
Diese 30 m mächtige Schicht besteht ebenso wie die darunter liegende aus tonhaltiger Kreide (C3c) mit vielen Mikrofossilien und wenig Feuerstein.

### Weiße Kreide
Diese Schicht aus weißer Kreide (C3c4a, C4b, C4c, C5a) hat in den Hanglagen eine kumulative Höhe von etwa 20 bis 50 Metern. Sie enthält Feuersteine mit einer rosafarbenen Patina in den tiefsten Horizonten und dann schwarze Feuersteine. Diese Kreideformationen, die ein unterschiedliches geologisches Alter zwischen dem endständigen Turonium und dem mittleren Santonium aufweisen, lassen sich durch ihren jeweiligen Anteil an Fossilien voneinander unterscheiden. Als die weiße Kreide durch Erosion ausgewaschen wurde, wurden die leichten Sande schnell in Richtung Meer geschwemmt, während die schweren Feuersteine sich im Talbett anreicherten. Da die Bresle an ihrem Oberlauf ein schnell laufender Fluss ist, sammelten sie später in der Gegend von Incheville und Bouvaincourt an.

### Oberflächlich schluffige Formation
Die oberflächlich schluffige Formation (LPs, LP und C) befindet sich im Wesentlichen auf den Plateaus und Hängen. Schlamm findet sich auch in Trockentälern, die mit kolluvialen Ablagerungen verbunden sind. Diese Formation besteht aus einem Gemisch von Schluffen, kalkhaltigem Geröll und Ackerboden. Sie hat eine Mächtigkeit von einigen Metern. Sie enthält einen signifikanten sandigen Anteil. Diese Schluffe sind teilweise mit meist bräunlichen Feuersteinen vermischt. Diese sind vermutlich durch die kontinentale Alteration von äolischen Sedimenten entstanden, die durch Flüsse transportiert und dann sedimentiert wurden.

### Kultivierter Schluff
Auf den Hochflächen gibt es eine Schicht von kultiviertem Schluff und Ackerboden, der land- und forstwirtschaftlich genutzt wird.

## Archäologie
In der Torfschicht wurden archäologische und osteologische Funde aus der Bronzezeit III und IV gemacht: eine Axt mit umgefalteten Befestigunsgsflanschen (hache à ailerons terminaux), drei bronzene Schwertfragmente mit flachen Schwertangeln (épée à soie plate) und drei Speerspitzen mit getriebenen Klingen sowie Knochen von Auerochse (Bos primigenius), Rind (Bos longifrons), Pferd, Hund, Wolf und Fuchs.

## Geschichte
In Incheville wurden bereits seit 1866 Ton, Mergel und Gestein abgebaut. Beim Bau der Bahnstrecke Épinay-Villetaneuse–Le Tréport-Mers von 1872 bis 1877 wurde die kleine Kiesgrube östlich des im Bau befindlichen Bahnhofs genutzt, um Schotter für den Eisenbahnbau abzubauen. Der Schotter wurde für die Bettung der Gleise der Compagnie des Chemins de Fer du Nord in der Gegend von Beauchamps eingesetzt.
Nachdem 1873 der nahegelegene Bahnhof von Incheville eröffnet worden war, konnten Sand und Schotter leicht mit der Eisenbahn abtransportiert werden. Nördlich des Bahnhofs von Incheville und der Ölmühle (La Huilerie) in Moulin de Bouvaincourt wurde der Kies aus den gemeinschaftlich La Ballastières genannten Kiesgruben von Bouvaincourt im großen Stil gewaschen und nach Korngröße sortiert, um Schotter und Sand zu trennen.
Später wurde die Kiesgrube südwestlich der Zuckerfabrik beim heutigen Étang d’Incheville erschlossen. Sie wurde mit drei Eimerkettenbaggern ausgebeutet und immer weiter vergrößert. Das überregional tätige Entreprise Drouard Frères errichtete am Bahnhof von Incheville Werkstätten für die Wartung der beim Kiesabbau verwendeten Eimerkettenbagger, Dampfmaschinen und Schienenfahrzeuge.
Der Sand- und Kiesabbau fand im Bresle-Tal anfangs ziemlich ungeordnet statt, so dass dort viele kleine und sehr kleine Gewässer entstanden sind, die sich nach Auflassung des Tagebaubetriebs nur schwer für die Angelei nutzen ließen und aktuell den ökologischen Reichtum des Natura-2000-Gebiets bedrohen. Der Sand wurde in Incheville nicht deponiert, sondern zusammen mit dem Waschwasser in der Kiesgrube entsorgt oder vermarktet. Er wurde wohl unter anderem von einer ortsansässigen Glasbläserei für die Glasherstellung und in einer 1909 von Maurice Maillard gegründeten Metallgießerei für die Herstellung von Gussformen für Maillard-Fahrradkomponenten genutzt.

### Waschen, Sieben und Brechen
Die Förderung, Zerkleinerung und Sortierung wurde bereits in der Kiesgrube von Bouvaincourt, maschinell durchgeführt. Die Grube wurde absichtlich geflutet, bevor ein Eimerkettenbagger das Konglomerat aus Kieselsteinen, Feuersteinen und Ton förderte. Um daraus Schotter für die Gleisbettung zu gewinnen, wurde das Konglomerat gründlich gewaschen, dann mit einem Sieb mit 7 cm Lochdurchmesser gesiebt, um den Sand vom Kies zu trennen und schließlich automatisch auf Kippwagen verladen, die auf einem speziellen Gleis liefen.
Sand und Kies wurden mit viel Wasser gewaschen und voneinander getrennt. Der Sand wurde zusammen mit dem Waschwasser in die Kiesgrube entsorgt. Mit einer Siebtrommel, die Löcher mit einem Durchmesser von 7 cm hatte, wurde das Gestein nach Größe sortiert.
Die großen Feuersteine wurden in einen Brecher geschickt, der sie auf die vorgeschriebene Größe reduzierte.
Dadurch erhielt man einen sehr sauberen und für den Gleisbau geeigneten Schotter.
Die Brecher hatten vier Walzen, zwischen denen die großen Feuersteine zu verwendungstauglichem Schotter zerkleinert wurden. Die Walzen des Brechers von Bouvaincourt bestanden aus einer zentralen Welle, auf die mit Gewinde versehene Stahlbolzen aus extrahartem Stahl mit oder ohne Zähnen auf den zylindrischen Körper des Liners aufgeschraubt werden konnten. Um einen Bruch der Schlichtwalzen zu vermeiden, z. B. wenn versehentlich ein Metallteil eingeführt wurde, war eine dieser Walzen auf einem verschieblichen Schlitten montiert, der sich in horizontaler Richtung bewegen konnte und durch zwei starke Federn in Position gehalten wurde.

### Feldbahn
Zum Transport von Kies, Sand und Schotter wurde eine mit fliegenden Gleisen verlegte normalspurige Feldbahn eingesetzt. Anders als in Frankreich oft üblich, wurden die Schienen auf Holzschwellen verlegt und hölzerne Kippwagen der Bauart Girafe eingesetzt, anstatt die bei schmalspurigen Decauville-Bahnen üblichen vorgefertigten Gleisjoche und Kipploren zu verwenden. Die hölzernen Kippwagen waren in Kombination mit den am Ufer der Seen eingesetzten Eimerkettenbaggern vorteilhaft, während Kipploren für die manuelle Beladung durch Arbeiter mit Schaufeln bevorzugt wurden.
Die beiden Gleise der zweigleisigen Feldbahn waren parallel zu denen der Eimerkettenbagger verlegt. Auf der näher beim Bagger liegenden Spur fielen die Steine aus dem Brecher in die Schotterwagen. Der Sand aus der ersten Siebmaschine wurde über ein Förderband direkt in die Sandwagen verladen, die auf dem Gleis standen, das weiter entfernt vom Bagger lag.

### Monatliche Fördermenge
Die Schotterproduktion im Steinbruch von Bouvaincourt war im Mai 1911 so effektiv, dass bei einer täglichen Arbeitszeit von zehn Stunden pro Arbeitstag zwischen 80 und 100 Eisenbahnwagen Schotter, d. h. 12.000 bis 15.000 Kubikmeter pro Monat, gefördert, aufbereitet und abtransportiert werden konnten.

## Fischfang

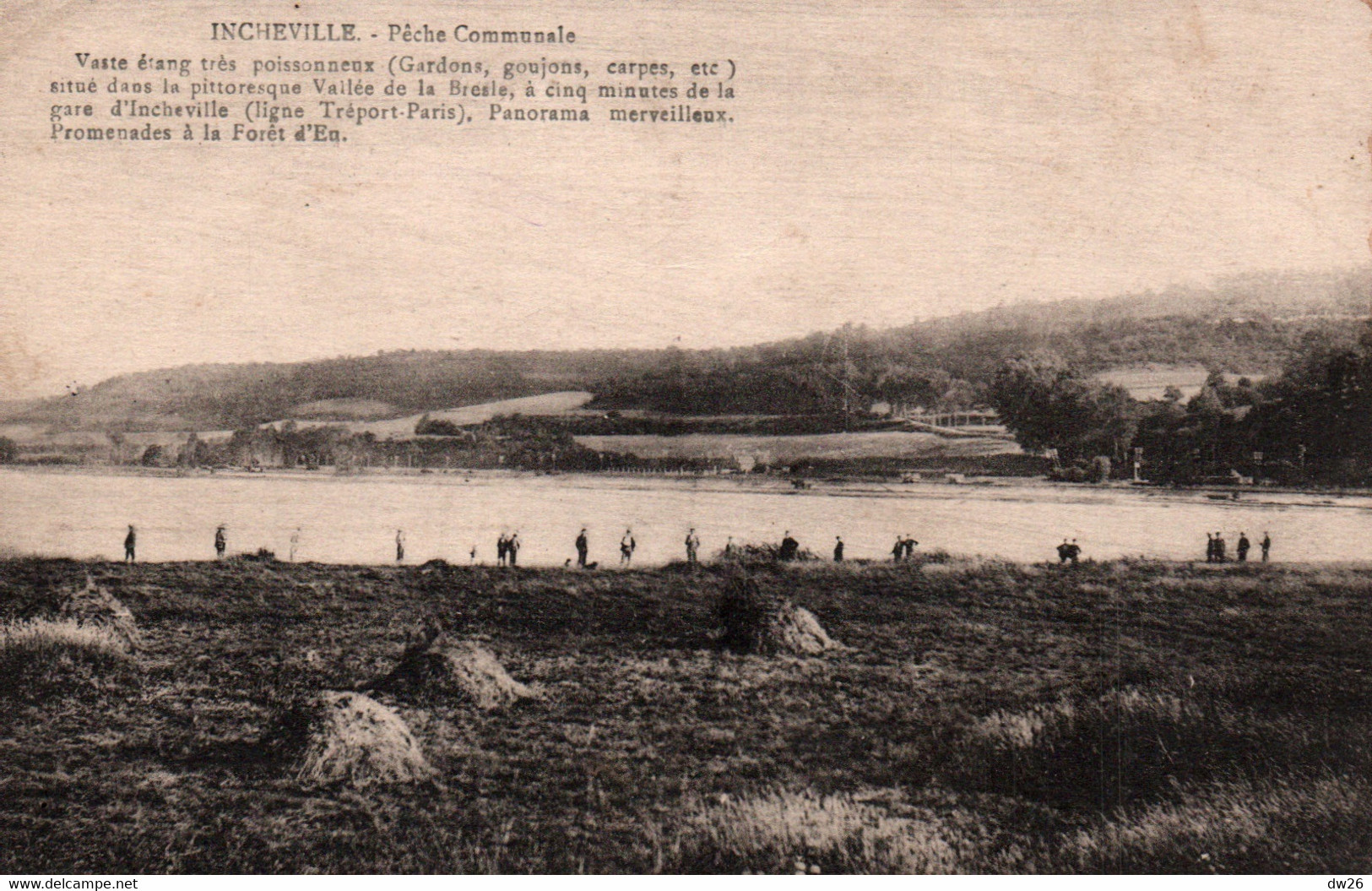
Gemeinsames Angeln an einer der fischreichen Kiesgruben im Bresle-Tal

Die Wasserqualität der Teiche ist gut, weil sie mit Grundwasser gespeist werden. Da sie ziemlich flach sind und ihre Böden aus mit Feuerstein durchsetztem Ton bestehen, bieten sie Fischen günstige Bedingungen zum Leben und zur Fortpflanzung. Das macht sie zu beliebten Angelplätzen, an denen Trophäenfische nicht selten sind. Es gibt dort Weißfische, wie Karpfen, Rotaugen, Brachse und Karausche, als auch fleischfressende Fische wie Hechte, Barsche und Zander. Bei der Fischzucht ist darauf zu achten, dass die Fische aus den Teichen die die karpfenartige Populationen beherbergen, nicht mit den lachsartigen Fischen aus dem Wasserlauf der Bresle in Verbindung gebracht werden.
Am Étang d’Incheville gibt es 44 Pontons, die vom Fischereiverband seit ungefähr dem Jahr 2000 an Privatleute verpachtet werden. Sie werden von der Gemeinde gewartet, die für die Instandhaltung des Teiches verantwortlich ist.